# Sébastien Fournier
Sébastien Fournier (Nendaz, 27 giugno 1971) è un allenatore di calcio ed ex calciatore svizzero, di ruolo centrocampista.

## Palmarès
- Campionato svizzero: 2

Sion: 1991-92
Servette: 1998-99
- Coppa Svizzera: 4

Sion: 1990-91, 1994-95, 1995-96
Servette: 2000-01
- Coppa di Germania: 1

Stoccarda: 1996-97